# Windows Live Mesh
Windows Live Mesh (anteriormente conocido como Windows Live Sync y Windows Live FolderShare) fue una aplicación gratuita creada por Microsoft que está diseñada para permitir compartir archivos y carpetas entre dos o más equipos estando sincronizados mutuamente a través de Windows (Vista y versiones posteriores) y equipos Mac OS X.
Windows Live Mesh es parte de Windows Live Essentials 2011. Sin embargo, esta aplicación ha sido sustituido por SkyDrive para la aplicación de Windows en Windows Essentials 2012

## Historia

### FolderShare y Windows Live Sync
Microsoft compró FolderShare de ByteTaxi Inc. el 3 de noviembre de 2005 y parte de los servicios que ahora usa Windows Live.
El 10 de marzo de 2008, Microsoft lanzó su primera actualización visible de usuario para Windows Live Sync ( a continuación, FolderShare). Esto comprende una reescritura del sitio Web de FolderShare y un cliente de Windows Live Sync actualizado. Soporte para grupos de discusión y búsqueda remota en el escritorio se quitó, pero puede ser devueltos en un futuras versiones. El nuevo cliente tiene interfaz de usuario y marca actualizada y contiene varias correcciones de errores incluido el apoyo oficial para Windows Vista. En abril de 2008; el software no es compatible con Windows 2000.

### Live Mesh
Microsoft lanzó la vista previa de la tecnología de Live Mesh el 23 de abril de 2008, un sistema de sincronización de datos que permite a los archivos, carpetas y otros datos compartir y sincronizar múltiples dispositivos personales y hasta de 5 GB en la web. Live Mesh se basa en tecnologías de FeedSync para transmitir los cambios realizados en cada dispositivo para que los cambios se pueden sincronizar a través de todos los dispositivos y la nube. La información acerca de dispositivos y participar en una relación de sincronización de carpetas no se almacena localmente, pero en el extremo de servicio.

### Windows Live Mesh
Una versión beta de Windows Live Sync "Wave 4" fue lanzada el 24 de junio de 2010. Esta nueva versión, mientras inicialmente con la marca Windows Live Sync, fue la primera versión que fue construida usando tecnologías de FolderShare y Live Mesh. En comparación con la versión de "Wave 3" de Windows Live Sync, la nueva versión presentaba mayor límite de carpetas de sincronización y archivos, la capacidad para sincronizar hasta 2 GB de archivos a la nube de almacenamiento de información de Windows Live SkyDrive, adición de acceso al escritorio remoto de Live Mesh a través de dispositivos de Windows Live y capacidad de configuración de la aplicación de sincronización para Internet Explorer y Microsoft Office. Esta nueva versión de Windows Live Sync también fue diseñada para ser totalmente independiente de las versiones anteriores de Windows Live Sync y Live Mesh, y como tal cualquier anteriores relaciones de sincronización no fueron retenidas cuando está actualizando desde Windows Live Sync "Wave 3" y Live Mesh. El sitio de "Wave 3" de Windows Live Sync anterior y el Live Mesh Desktop, también fue reemplazado por el nuevo servicio de dispositivos de Windows Live en la versión de "Wave 4".
La versión beta se actualizó posteriormente el 17 de agosto de 2010, y el 29 de agosto de 2010, el servicio fue oficialmente renombrado como Windows Live Mesh y su SkyDrive basados en cloud almacenamiento aumentó a 5 GB, como fue el caso para el servicio de Live Mesh anterior. La nueva versión también permiten a los usuarios sincronizar archivos ocultos, ver una lista de archivos que están esperando a ser sincronizados. La versión final de Windows Live Mesh 2011 (Wave 4) fue lanzada el 30 de septiembre de 2010, como parte de Windows Live Essentials 2011.